# Porotce (film)
Porotce (v anglickém originále The Juror) je americký film z roku 1996. Psychologický thriller natočil režisér Brian Gibson podle scénáře Teda Tallyho. Demi Moore v něm ztvárnila svobodnou matku, která zasedla v porotě rozhodující soudní spor ve věci vraždy mezi mafiány a je vydíráním nucena rozhodnout ve prospěch obžalovaného. V roli mafiánského zabijáka „Učitele“ se objevil Alec Baldwin, jako její syn mladý Joseph Gordon-Levitt. Společnost Columbia Pictures uvedla snímek do amerických kin 2. února 1996. V českém znění jej uvedla společnost Falcon od 25. července téhož roku.

## Postavy a obsazení
| Demi Moore           | Annie Laird                      |
| Alec Baldwin         | Mark Cordell / „Učitel“          |
| James Gandolfini     | Eddie, Cordellův pomocník        |
| Joseph Gordon-Levitt | Oliver Laird, syn Annie          |
| Lindsay Crouseová    | Tallow                           |
| Anne Heche           | Juliet, kamarádka Annie, lékařka |
| Tony Lo Bianco       | Louie Boffano, mafiánský boss    |
| Michael Rispoli      | Joseph Boffano, syn Louieho      |
| Matthew Cowles       | Rodney                           |
| Matt Craven          | Boone                            |
| Frank Adonis         | DeCicco                          |
| Michael Constantine  | soudce Weitzel                   |